# قائمة وحدات القياس العرفية في جنوب آسيا

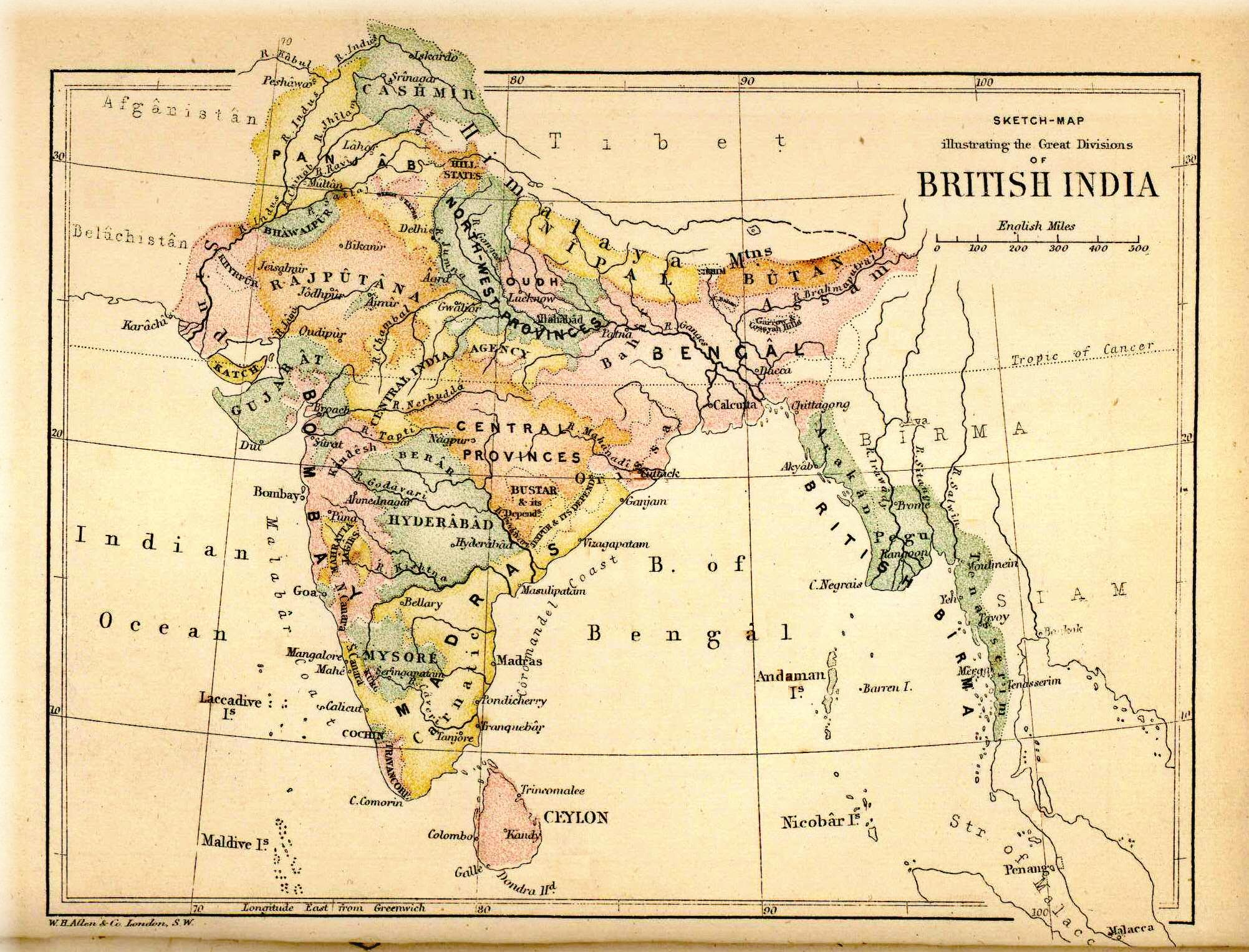
تُظهر هذه الخريطة التخطيطية التي ترجع لعام 1880 المدى الجغرافي التقريبي للإدارة البريطانية في جنوب آسيا، وبالتالي تأثير الوحدات الإمبراطورية في ذلك الوقت.

تتنوع أصول وحدات القياس المعتادة في جنوب آسيا كما هو الحال في أوروبا، كانت هناك أنظمة محلية متنوعة لقياسات الحياة اليومية للطول والكتلة والحجم الجاف (وهو قياس غير رسمي للكتلة للعديد من المحاصيل الأساسية)، في حين كانت الموازين تستخدم لوزن الذهب واللؤلؤ والأحجار الكريمة بنظام موحد إلى حد ما. وكانت العديد من الوحدات الهامة ذات صلة مع وحدات القياس في شبه الجزيرة العربية إلى الغرب أو في الصين إلى الشرق، لتسهيل التجارة.
خلال فترة الهند البريطانية، تماشت هذه الوحدات الجنوب آسيوية مع الوحدات الإمبراطورية. أعيد تعريف بعض وحدات القياس العرفية الجنوب آسيوية بالنسبة للوحدات الإمبراطورية بموجب مرسوم صدر في عام 1833،  واكتسبت العديد منها شهرة كافية بين السكان الاستعماريين حتى أدرجت في الطبعة الأولى من قاموس أكسفورد الإنجليزي. جرت محاولة مبكرة لتحويل النظام إلى النظام المتري من خلال قانون الأوزان ومقاييس السعة الهندي لعام 1871، ولكن هذا لم يُنفَّذ عمليًا حتى عام 1922.
التحول الكامل إلى النظام المتري نُفِّذ بموجب قانون معايير الأوزان والمقاييس، 1956،  الذي استُبدل الآن بقانون معايير الأوزان والمقاييس، 1976: تنص هذه القوانين على العوامل القانونية لتحويل الوحدات الإمبراطورية إلى وحدات النظام الدولي (SI). يمكن إجراء تحويلات دقيقة للوحدات العرفية إذا عُرِّفت مسبقًا من حيث الوحدات الإمبراطورية: ومع ذلك، حتى عند تعريفها قانونيًا، يمكن أن تختلف قيمة الوحدة بين المواقع المختلفة.

## وحدات الطول
- بهار (Bahar)
- البامبو (Bamboo)
- الجيرا (Girah)
- الجز (Guz)
- الهات (Hat'h)
- الجاو (Jow)
- سنا لمجل (Sana Lamjel)
- الأُنْقلي (Unglie)
- اليوجانا (Yojana)
- الكروشا أو الكوس (يُكتب بالإنجليزية Cosses)

## وحدات الحجم
- شونغاه (Chungah)
- ماوند (Maund)
- باو (Pau)
- سير (Seer)
- سر (Ser)

## وحدات المساحة
- أنكانام (Ankanam)
- بيغا (Bigha)
- كاوني (Cawnie)
- سنت أو ديسمل (Cent or Decimal)
- جراوند (Ground)
- جونثا (Guntha)
- كاثا (Katha)
- كولا (Kula)
- ليسا (Lessa)
- مارابا (Marabba)

## وحدات الكتلة
- أدولي (Adowlie)
- بهار (Bahar)
- بُدَّام (Buddam)
- كاندي (Candy)
- كورجي (Corgee)
- كولينغي (Cullingey)
- جارس (Garce)
- موند (Maund)
- ماشا (Masha)
- منجاندي (Munjandie)
- باسيري (Passeree)
- راتي (Ratti)
- سير (Seer)
- تانك (Tank)
- تولا (Tola)

## وحدات الحجم الجاف
- أدولي (Adowlie)
- كوليشيغاي (Cullishigay)
- جارس (Garce)
- بودي (Puddee)

## أنظر أيضا
- نظام الترقيم الهندي
- وحدات القياس العرفية النيبالية